# Gypsy Heart Tour
Gypsy Heart Tour (även känd som Corazón Gitano Tour) var den tredje konsertturnén av den amerikanska sångerskan Miley Cyrus. Turnén besökte endast Sydamerika och Australien för att marknadsföra Cyrus tredje studioalbum, Can't Be Tamed. Ytterligare stopp i Mexiko, Panama, Costa Rica och Filippinerna inkluderades också. Turnén började den 29 april 2011 i Quito, Ecuador och avslutades den 2 juli 2011 i Perth, Australien. Det här var Cyrus första turné i dessa områden. Turnén rankades som #22 i Pollstar's "Top 50 Worldwide Tour (Mid-Year)" efter att ha tjänat över 26,4 miljoner dollar.

## Bakgrund
| ” | Gypsy Heart Tour är dröm som besannats. Inte endast på grund av alla de vackra städerna som jag kommer att få besöka, utan också för alla de vackra människorna som jag kommer att få träffa. Gypsy Heart är inte bara en turné för mig, det är ett uppdrag för mig att sprida kärlek. | „ |

Turnén tillkännagavs den 21 mars 2011 i samband med Cyrus medverkande i Saturday Night Live. De inledande turnédatumen var i Sydamerika. Datum i Australien, Filippinerna, Costa Rica, Panama och Mexiko avslöjades kort därefter. Under en intervju med OK! sa Cyrus att hon inte skulle turnera i USA eftersom hon inte kände sig bekväm att uppträda i landet. Flera medier trodde att det var på grund av Cyrus privatliv. Hon kommenterade:  
"Just nu så vill jag åka till ställen där jag får mest kärlek, och Australien och Sydamerika har gett mig mycket av det. Jag vill inte åka någonstans där jag inte känner mig helt bekväm alls."
Cyrus uppgav att turnén inte skulle vara i samma anda som hennes tidigare insatser. Hon sade att hennes tidigare turné, Wonder World Tour, fokuserade mer på klädbyten.
Sångerskan ville att showen skulle fokusera mer på musiken och låta publiken få se en annorlunda sida av henne som inte porträtterats av televisionen. Hon sade att showen skulle innehålla en akustisk del och även ta emot förfrågningar från publiken.

## Förband
- Nicole Pillman (Peru)[10]
- Lasso (Venezuela)[11]
- Riva (Colombia)[12]
- Sam Concepcion (Filippinerna)[13]
- Elmo Magalona (Filippinerna)[13]
- Michael Paynter (Australien)[14]

## Låtlista
1. "Liberty Walk"
2. "Party in the U.S.A."
3. "Kicking and Screaming"
4. "Robot"

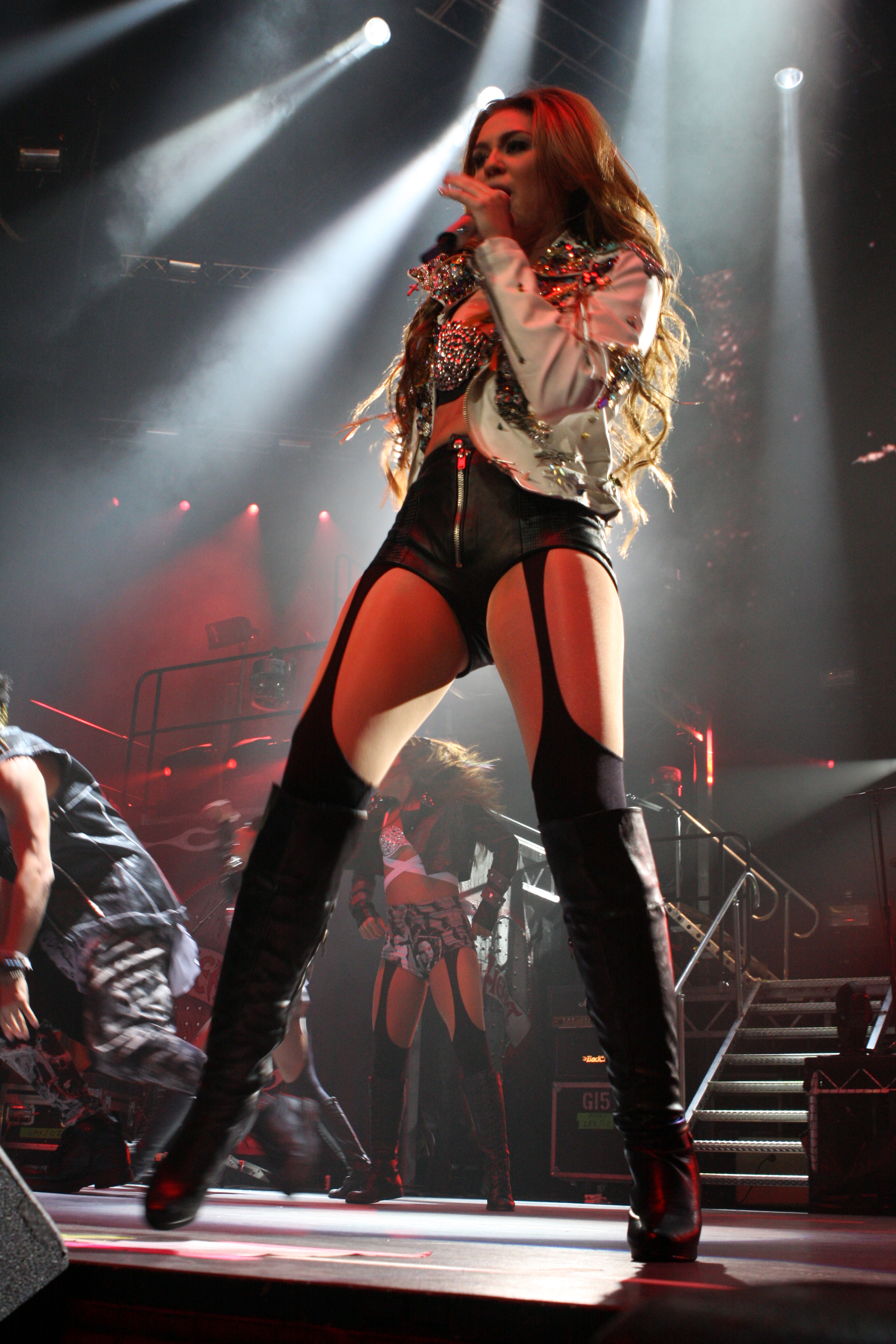
Cyrus uppträder i Sydney.

5. Joan Jett Medley: "I Love Rock 'n' Roll" / "Cherry Bomb" / "Bad Reputation"
6. "Every Rose Has Its Thorn"
7. "Obsessed"
8. "Forgiveness and Love"
9. "Fly on the Wall"
10. "7 Things"
11. "Scars"
12. "Smells Like Teen Spirit" (Nirvana cover)
13. "Can't Be Tamed"
14. "Landslide" (Fleetwood Mac cover)
15. "Take Me Along"
16. "Two More Lonely People"
17. "The Climb"

Extranummer
1. "See You Again"
2. "My Heart Beats for Love"
3. "Who Owns My Heart"

Källa:

## Turnédatum

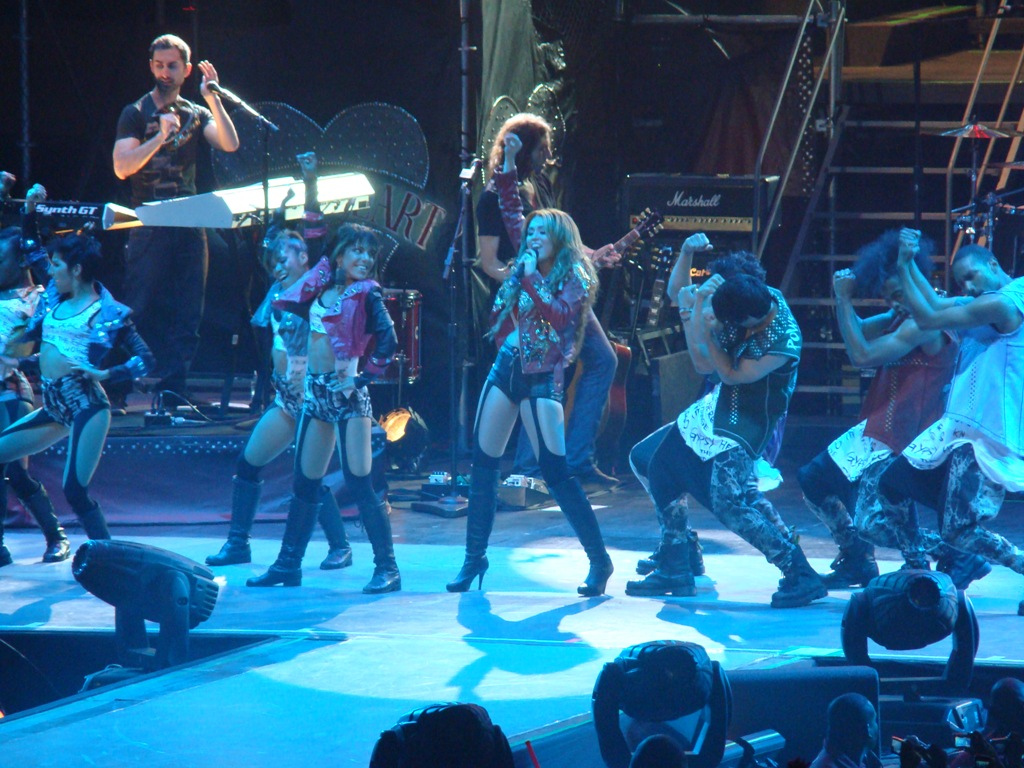
Cyrus framför "Party in the U.S.A."

| Datum         | Stad           | Land         | Arena                                       |
| ------------- | -------------- | ------------ | ------------------------------------------- |
| Sydamerika    |                |              |                                             |
| 29 april 2011 | Quito          | Ecuador      | Estadio Olímpico Atahualpa                  |
| 1 maj 2011    | Lima           | Peru         | Explanada del Monumental                    |
| 4 maj 2011    | Santiago       | Chile        | Estadio Nacional                            |
| 6 maj 2011    | Buenos Aires   | Argentina    | River Plate Stadium                         |
| 10 maj 2011   | Asunción       | Paraguay     | Hipódromo de Asunción                       |
| 13 maj 2011   | Rio de Janeiro | Brasilien    | HSBC Arena                                  |
| 14 maj 2011   | São Paulo      | Brasilien    | Arena Anhembi                               |
| 17 maj 2011   | Caracas        | Venezuela    | Estadio de Fútbol Universidad Simón Bolívar |
| 19 maj 2011   | Bogotá         | Colombia     | Coliseo Cubierto El Campín                  |
| Nordamerika   |                |              |                                             |
| 21 maj 2011   | San José       | Costa Rica   | Estadio Ricardo Saprissa Aymá               |
| 24 maj 2011   | Panama City    | Panama       | Figali Convention Center                    |
| 26 maj 2011   | Mexico City    | Mexiko       | Foro Sol                                    |
| 28 maj 2011   | Zapopan        | Mexiko       | Estadio Omnilife                            |
| Asien         |                |              |                                             |
| 17 juni 2011  | Pasay          | Filippinerna | SM Mall of Asia Concert Grounds             |
| Australia     |                |              |                                             |
| 21 juni 2011  | Brisbane       | Australien   | Brisbane Entertainment Centre               |
| 23 juni 2011  | Melbourne      | Australien   | Rod Laver Arena                             |
| 24 juni 2011  | Melbourne      | Australien   | Rod Laver Arena                             |
| June 26, 2011 | Sydney         | Australien   | Acer Arena                                  |
| 27 juni 2011  | Sydney         | Australien   | Acer Arena                                  |
| 29 juni 2011  | Adelaide       | Australien   | Adelaide Entertainment Centre               |
| 2 juli 2011   | Perth          | Australien   | Burswood Dome                               |